# Jenni Kuosa

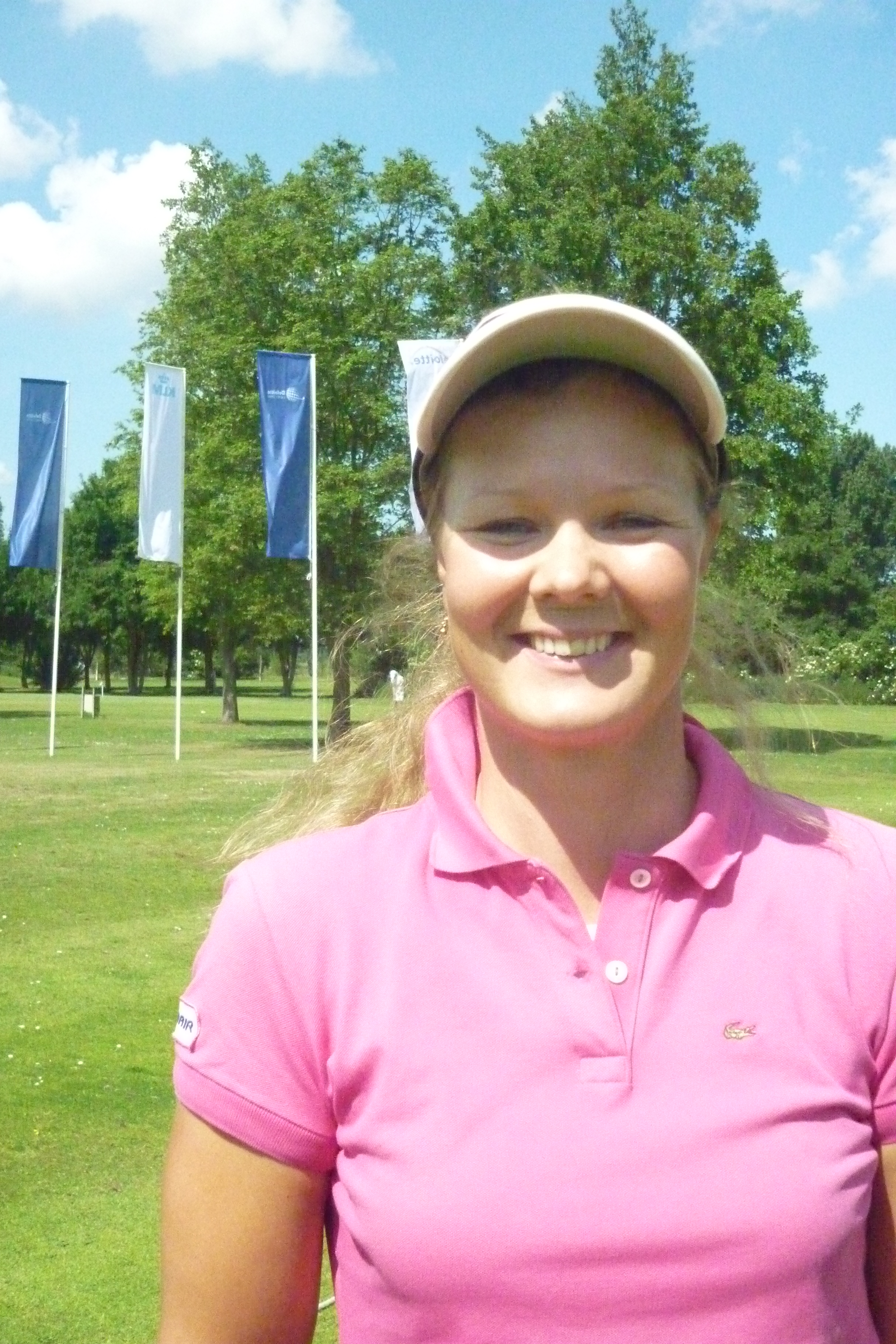
Ladies Dutch Open 2010.

Jenni Lilian Kuosa (Vantaa, 27 augustus 1977) is een Finse golfprofessional.

## Loopbaan
Kuoasa kwam aanvankelijk uit op de Telia Tour en speelt sinds 2002 op de Ladies European Tour (LET). Haar beste resultaat is een 9de plaats op het Fins Open in 2005 en een 80ste plaats op de LET Money List. Namens Finland kwam zij uit in de teamwedstrijd Women's World Cup samen met Riika Hakkarainen in 2008.

## Teams (meegedaan)
- Women's World Cup: 2008 met Riikka Hakkarainen in Sun City, Zuid-Afrika
- European Nations Cup: 2010 met Ursula Wikström, op La Sella in Spanje